# Olympische Sommerspiele 1988/Teilnehmer (Guyana)
| Gelbes Symbol für Goldmedaillen mit stilisierten Olympischen Ringen | Graues Symbol für Silbermedaillen mit stilisierten Olympischen Ringen | Braundes Symbol für Bronzemedaillen mit stilisierten Olympischen Ringen |
| ------------------------------------------------------------------- | --------------------------------------------------------------------- | ----------------------------------------------------------------------- |
| —                                                                   | —                                                                     | —                                                                       |

Guyana nahm an den Olympischen Sommerspielen 1988 in Seoul, Südkorea, mit einer Delegation von acht Sportlern (sieben Männer und eine Frau) teil.

## Teilnehmer nach Sportarten

### Boxen
- Colin Moore
Halbfliegengewicht: 17. Platz

- Adrian Carew-Dodson
Halbweltergewicht: 9. Platz

- George Allison
Halbmittelgewicht: 17. Platz

### Leichtathletik
- Oslen Barr
800 Meter: Vorläufe

- Curt Hampstead
110 Meter Hürden: Vorläufe

- Marilyn Dewarder
Frauen, 400 Meter: Vorläufe

### Radsport
- Byron James
Straßenrennen, Einzel: DNF

- Colin Abrams
Sprint: 2. Runde